# Circonscription législative de la province de Samar oriental
La province de Samar oriental aux Philippines est constituée d'une circonscription législative représentée par un député à la Chambre des représentants. Jusqu'à la création de la province en 1965, ses territoires votaient dans la troisième circonscription de Samar. Sous le régime de Marcos, la circonscription est temporairement supprimée et intégrée à la Région VIII de 1978 à 1984.

## Circonscription unique
- Population (2015) : 467 160[2]

| Période                     | Député               |
| --------------------------- | -------------------- |
| 6e Congrès 1965-1969        | Felipe J. Abrigo     |
| 7e Congrès 1969-1972        | Felipe J. Abrigo     |
| Batasang Pambansa 1984-1986 | Vicente O. Valley    |
| 8e Congrès 1987-1992        | Jose T. Ramirez      |
| 9e Congrès 1992-1995        | Jose T. Ramirez      |
| 10e Congrès 1995-1998       | Jose T. Ramirez      |
| 11e Congrès 1998-2001       | Marcelino C. Libanan |
| 12e Congrès 2001-2004       | Marcelino C. Libanan |
| 13e Congrès 2004-2007       | Marcelino C. Libanan |
| 14e Congrès 2007-2010       | Teodolo M. Coquilla  |
| 15e Congrès 2010-2013       | Ben Evardone         |
| 16e Congrès 2013-2016       | Ben Evardone         |
| 17e Congrès 2016-2019       | Ben Evardone         |

1. ↑  Élu en 1965 dans la 3e circonscription de Samar. Devient automatiquement député de Samar oriental à la création de la province en novembre 1965.
2. ↑  Nommé commissaire au Bureau de l'immigration le 18 avril 2007.